# Gołąbek zapomniany

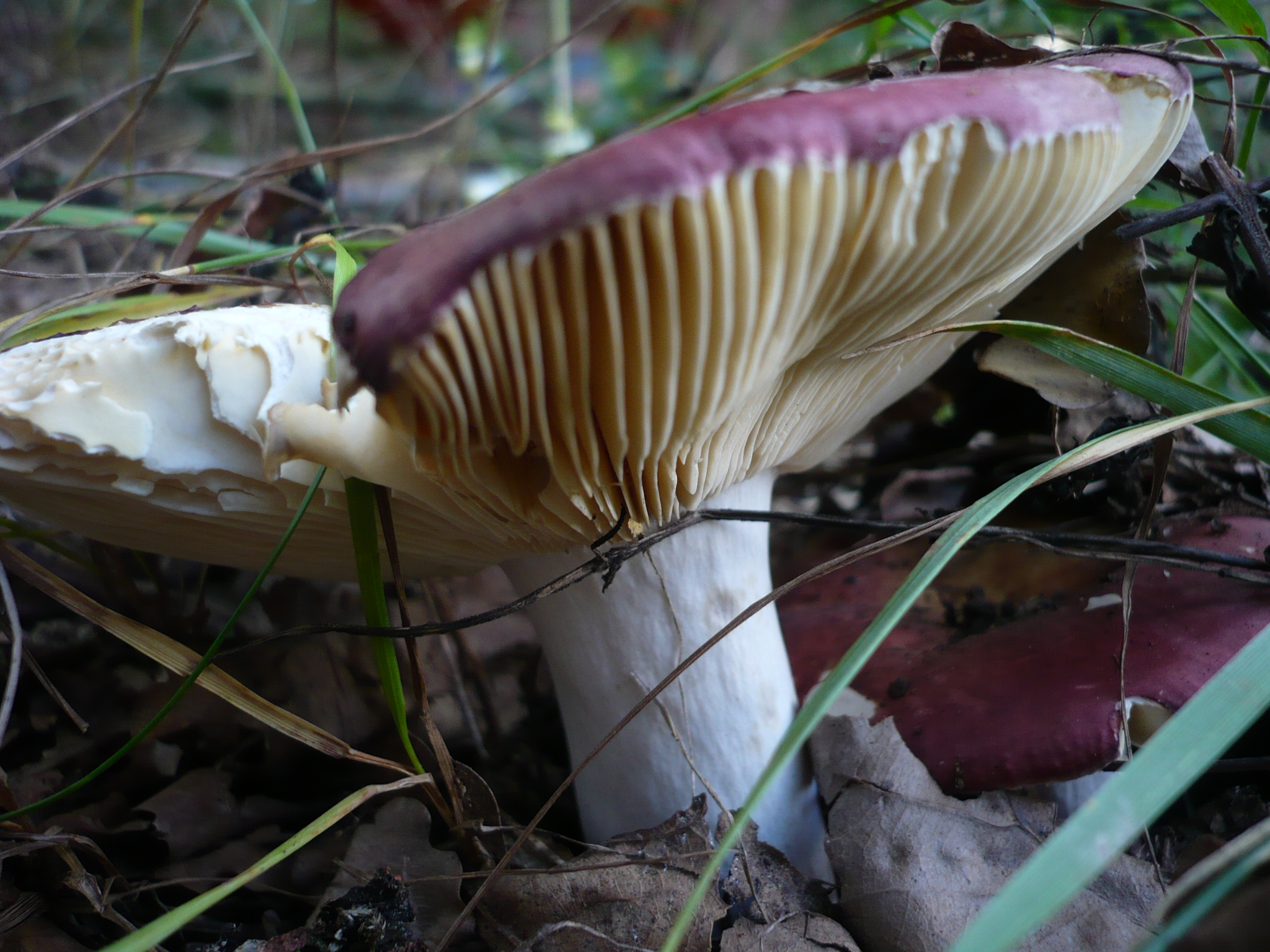

Gołąbek zapomniany (Russula decipiens (Singer) Bon) – gatunek grzybów należący do rodziny gołąbkowatych (Russulaceae).

## Systematyka i nazewnictwo
Pozycja w klasyfikacji według Index Fungorum: Russula, Russulaceae, Russulales, Incertae sedis, Agaricomycetes, Agaricomycotina, Basidiomycota, Fungi.
Po raz pierwszy opisał go w 1931 r. Rolf Singer, jako odmianę gołąbka plamistego (Russula maculata var. decipiens). W 1985 r. Marcel Bon podniósł go do rangi odrębnego gatunku. Pozostałe synonimy:
- Russula decipiens (Singer) Kühner & Romagn. 1953
- Russula decipiens var. vermiculata Romagn. 1988.

Polską nazwę podała Alina Skirgiełło w 1991 r.

## Morfologia
Kapelusz
Średnica 3,5–9 cm, twardy do dość kruchego, początkowo wypukły, ale szybko rozpłaszczający się, dość regularny, z wyraźnym i często rozległym wgłębieniem centralnym, czasami nawet nieco lejkowaty. Brzeg podwinięty, dość późno wyprostowujący się, gładki, nieco prążkowany (nigdy w bardzo uderzający sposób). Powierzchnia ciemnokrwista, fioletowoczerwona, winnoczerwona, brązowofioletowoczerwona, w stronę brzegu pomarańczowowinna, rdzawa, winna, środek prawie zawsze dość gwałtownie zmienia kolor na białawy, kremowy, ochrowy, cytrynowokremowy, zielonkawoochrowy, czasami miejscami lekko oliwkowobrązowy, a często nawet występuje ciemniejszy pierścień pomiędzy brzegiem a środkiem, jak u gołąbka tureckiego (Russula turci), zdarzają się też bardzo często formy blade, jakby wyblakłe, w których brzeg jest jedynie różowawy, brudny winnoróżowy; rzadziej zdarza się, że cała powierzchnia jest biaława z jedynie kilkoma bardzo bladobrunatnymi tonami czerwonawymi tu i ówdzie. Skórka oddzielająca się od 1/4 do 3/4 średnicy kapelusza, gładka, błyszcząca, w stanie wilgotnym lepka, rzadko trochę oprószona na środku.
Blaszki
Początkowo gęste i cienkie, później średnio gęste, z kilkoma blaszeczkami, ale często rozwidlone, przynajmniej przy trzonie, na starość mogą stać się mniej lub bardziej faliste, a nawet odstawać od wierzchołka trzonu, brzuchate i tępe z przodu, o szerokości 4–12 mm, jasno ochrowożółte, następnie jasnozłotożółte. Krawędzie cienkie, równe.
Trzon
Wysokość 2,5–10 cm, grubość 0,7–2 cm, często dość długi lub wręcz smukły, mocny, czasem górą szerszy i stopniowo zwężający się ku dołowi, początkowo pełny, potem trochę gąbczasty. Powierzchnia początkowo biała, nigdy nie różowa, potem lekko brązowawa, górą oprószona lub nawet mączna, w innych miejscach mniej lub bardziej pomarszczona.
Miąższ
Początkowo gruby, jędrny, następnie mniej więcej mięknący, biały, rzadko wykazujący ślady żółtawobrązowej barwy (np. w korze trzonu), na ogół mniej lub bardziej rdzawy. Zapach czasami znikomy, czasami bardziej wyraźny, smak ostry, ale nie zawsze wyraźny. Z gwajakolem reaguje dość silnie, w FeSO4 barwi się na średnio pomarańczowobrązowo.
Cechy mikroskopowe
Podstawki 37–60 × 10–14 µm. Bazydiospory 7–9,2(10) x 6,2–7,7–(8,2) µm, odwrotnie jajowate do zaokrąglonych, rzadko trochę eliptyczne, brodawkowate do kolczastych z łącznikami, czasami nawet niecałkowicie siateczkowate, brodawki półkuliste do stożkowych, około 1–1,25 × 0,6–0,8 µm, czasami wąskie, a następnie lekko łukowate, na ogół dość gęste, niecałkowicie amyloidalne (czasami wręcz przeciwnie, wyraźnie amyloidalne), wyrostek wnęki 1,25–1,75 × 1–1,25 µm, hilum najczęściej duże, 3–4,5 µm, kanciaste, zaokrąglone lub wydłużone, silnie amyloidalne, mniej lub bardziej brodawkowate. Cystydy cylindryczne lub w kształcie cygara, 65–140 x (8)–10-14–(16) µm, często rozciągające się do prawie pionowych strzępek mlecznych w warstwie środkowej, długie, tępe, z zaczątkiem szyi lub długim końcem u szczytu, liczne, w sulfowanilinie prawie całkowicie czerniejące.

## Występowanie i siedlisko
Znany jest tylko w Europie. Alina Skirgiełło w 1991 r. podała, że jego stanowiska w Polsce są nieznane, ale występuje w Czechosłowacji, można więc spodziewać się go również w Polsce. Po raz pierwszy jego stanowisko w Polsce podał Dariusz Karasiński w 2015 r.
Naziemny grzyb mykoryzowy. Występuje w lasach liściastych, zwłaszcza pod dębami.